# 스타2 천기누설
스타2 천기누설은 나이스 게임 TV의 스타크래프트 II 예능 프로그램으로, 프로게이머와 해설위원들의 강의로 스타2를 접하는 시청자들에게 유익한 정보를 주는 프로그램이다. 진행자는 해설위원인 김동수, 유대현, 이승원, 한승엽과, 프로게이머인 이윤열, 아프리카 BJ로 활동하는 BJ 인드라라는 닉네임을 사용하는 박성준이 각각 요일마다 진행을 맡았다.

## 코너
각 요일 마다 다른 코너로 프로그램을 진행한다.

### 스타2 종족별 특강
화요일 프로토스 강의는 해설위원 김동수와, 금요일 테란 강의는 프로게이머 이윤열과, 토요일 저그 강의는 BJ 인드라와 하며 각 종족별 전략들을 가르쳐준다.

### 프로게이머 특강
수요일과 목요일, 진행자는 해설위원인 유대현과 이승원, 한승엽이며, 매회 게스트를 초청하여 선수들만의 비법, 전략 등을 소개한다.

## 출연자
| 회차                  | 방송날짜        | 출연자                 |
| --------------------- | --------------- | ---------------------- |
| 1회(테란 강의)        | 2013년 5월 10일 | 이윤열                 |
| 2회(저그 강의)        | 2013년 5월 11일 | BJ 인드라              |
| 3회(프로토스 강의)    | 2013년 5월 14일 | 김동수                 |
| 4회(프로게이머 강의)  | 2013년 5월 15일 | 유대현, 이승원, 이제동 |
| 5회(프로게이머 강의)  | 2013년 5월 16일 | 유대현, 이승원, 최병현 |
| 6회(테란 강의)        | 2013년 5월 17일 | 이윤열                 |
| 7회(저그 강의)        | 2013년 5월 18일 | BJ 인드라              |
| 8회(프로토스 강의)    | 2013년 5월 21일 | 김동수                 |
| 9회(프로게이머 강의)  | 2013년 5월 22일 | 한승엽, 이승원, 박진영 |
| 10회(프로게이머 강의) | 2013년 5월 23일 | 유대현, 이승원, 이영한 |
| 11회(테란 강의)       | 2013년 5월 24일 | 이윤열                 |
| 12회(저그 강의)       | 2013년 5월 25일 | BJ 인드라              |
| 13회(프로토스 강의)   | 2013년 5월 28일 | 김동수                 |
| 14회(프로게이머 강의) | 2013년 5월 29일 | 유대현, 이승원, 김재훈 |
| 15회(프로게이머 강의) | 2013년 5월 30일 | 유대현, 한승엽, 신대근 |
| 16회(테란 강의)       | 2013년 5월 31일 | 이윤열                 |
| 17회(저그 강의)       | 2013년 6월 1일  | BJ 인드라              |
| 18회(프로토스 강의)   | 2013년 6월 4일  | 김동수                 |
| 19회(프로게이머 강의) | 2013년 6월 5일  | 유대현, 이승원, 전태양 |
| 20회(프로게이머 강의) | 2013년 6월 6일  | 유대현, 이승원, 장민철 |

## 기타
나이스게임TV에서 제작하는 방송 프로그램은 맞으나 기존의 나이스게임TV 방송 송출 채널이 아닌 다른 채널(https://web.archive.org/web/20130609013401/http://sc2edu.afreeca.com/%29%EC%97%90%EC%84%9C 송출된다.